# Barra fyr
Barra fyr (portugisiska:  Farol da Ponta da Barra) är en bemannad fyr på en udde i Inhambaneprovinsen i sydöstra Moçambique, omkring 25 kilometer nordost om Inhambane.
Den 13 meter höga runda, vitmålade fyren är av betong och har en röd lanternin på toppen. fyrvaktarbostaden ligger intill.
Fyren tändes officiellt år 1900, men det finns uppgifter om en fyr på platsen från 1873, som kan ha varit privat. Den visar tre vita blixtar vart tionde sekund. Fyren renoverades år 1993 och 1997.
Stranden vid fyren är en populär turistdestination för dykning och snorkling. Vraket av det italienska fraktfartyget SS Inharrime, som gick på grund år 1949, ligger i närheten och det är möjligt att   se valhaj havssköldpaddor och manta.
Fyrplatsen kan besökas och man kan  klättra upp i fyren.